# Glypta zozanae
Glypta zozanae är en stekelart som beskrevs av Walley och Barron 1977. Glypta zozanae ingår i släktet Glypta och familjen brokparasitsteklar. Inga underarter finns listade i Catalogue of Life.